# Natal'ja Prikazčikova
Natal'ja Viktorovna Prikazčikova (in russo Наталья Викторовна Приказчикова?; 1968) è un'ex biatleta sovietica.

## Biografia
In Coppa del Mondo ottenne il primo podio, nonché risultato di rilievo, il 17 dicembre 1988 ad Albertville Les Saisies (2ª) e l'unica vittoria l'11 marzo 1989 a Östersund.
In carriera prese parte a un'edizione dei Mondiali, vincendo tre medaglie.

## Palmarès

### Mondiali
- 3 medaglie:
  - 2 ori (staffetta, gara a square a Feistritz 1989)
  - 1 bronzo (sprint[2] a Feistritz 1989)

### Coppa del Mondo
- Miglior piazzamento in classifica generale: 2ª nel 1989
- 5 podi (tutti individuali[1]), oltre a quello ottenuto in sede iridata e valido anche ai fini della Coppa del Mondo:
  - 1 vittoria
  - 3 secondi posti
  - 1 terzo posto

#### Coppa del Mondo - vittorie
| Data          | Località  | Nazione | Specialità |
| ------------- | --------- | ------- | ---------- |
| 11 marzo 1989 | Östersund | Svezia  | SP         |

Legenda:

SP = sprint